# Apanteles mohandasi
Apanteles mohandasi är en stekelart som beskrevs av Sumodan och T.C. Narendran 1990. Apanteles mohandasi ingår i släktet Apanteles och familjen bracksteklar. Inga underarter finns listade i Catalogue of Life.